# ألف التأنيث
ألف التأنيث هي إحدى علامات التأنيث، نحو: أبيض، بيضاء. وهي نوعان:
- ألف التأنيث الممدودة
- ألف التأنيث المقصورة

وهي أيضا إحدى العلل التي تمنع الاسم من الصرف، وتقوم مقام علتين، سواء أكانت ممدودة، نحو: (صحراء)، أو مقصورة، نحو: (حبلى).